# Distrito electoral de Logan (condado de Logan, Nebraska)
Logan (en inglés: Logan Precinct) es un distrito electoral ubicado en el condado de Logan en el estado estadounidense de Nebraska. En el Censo de 2010 tenía una población de 74 habitantes y una densidad poblacional de 0,3 personas por km².

## Geografía
Logan se encuentra ubicado en las coordenadas 41°29′21″N 100°20′31″O / 41.48917, -100.34194. Según la Oficina del Censo de los Estados Unidos, Logan tiene una superficie total de 245.92 km², de la cual 245.64 km² corresponden a tierra firme y (0.11%) 0.27 km² es agua.

## Demografía
Según el censo de 2010, había 74 personas residiendo en Logan. La densidad de población era de 0,3 hab./km². De los 74 habitantes, Logan estaba compuesto por el 98.65% blancos, el 0% eran afroamericanos, el 0% eran amerindios, el 0% eran asiáticos, el 0% eran isleños del Pacífico, el 0% eran de otras razas y el 1.35% pertenecían a dos o más razas. Del total de la población el 0% eran hispanos o latinos de cualquier raza.